# مصر.
مصر. (masr, punycode: .xn--wgbh1c) – krajowa domena najwyższego poziomu o nazwie zapisanej alfabetem arabskim, przypisana do Egiptu. Została uruchomiona 5 maja 2010 roku. 
Egipska domena najwyższego poziomu o nazwie łacinskiej to .eg. 